# Сіумут Амердлок Кунук
«Сіумут Амердлок Кунук» (гренл. Siumut Amerloq Kunuk) — професіональний ґренландський футбольний клуб з міста Сісіміут. Крім футбольного, в клубі також діє гандбольне відділення.

## Історія
Футбольний клуб «Сіумут Амердлок Кунук» було засновано в 1951 році в місті Сісіміут, в центральній частині Західної Ґренландії. У 1974 році клуб переміг в національному чемпіонаті. Останнім вагомим досягненням клубу були бронзові нагороди національного чемпіонату 2000 року.

## Досягнення
- Чемпіонат Гренландії з футболу
  -  Чемпіон (1): 1974
  -  Срібний призер (4): 1968, 1973, 1979, 1980
  -  Бронзовий призер (5): 1964, 1967, 1981, 1995, 2000